# Traquairichthys pygmaeus
Il traquairittide (Traquairichthys pygmaeus) è un pesce estinto, appartenente agli acantodi. Visse tra il Carbonifero superiore e il Permiano inferiore (circa 302 - 298 milioni di anni fa) e i suoi resti fossili sono stati ritrovati in Europa.

## Descrizione
Questo pesce di piccole dimensioni (raramente superava la lunghezza di 10 centimetri) aveva un aspetto molto diverso da quello degli altri acantodi. Il corpo, infatti, era molto sottile e allungato, simile a quello delle anguille. Il corpo terminava in una pinna caudale dal lobo superiore grande e ricurvo leggermente verso il basso. Il muso era più appuntito di quello della maggior parte degli acantodi; gli occhi erano piccoli e non erano presenti denti. Era presente una sola pinna dorsale, posta molto vicino alla pinna caudale; la pinna dorsale era sorretta da una sottile spina ricurva, pressoché opposta a una pinna anale sorretta da una spina identica. Non erano presenti né spine ventrali libere (come invece avveniva in numerosi altri acantodi) né pinne pelviche. Le pinne pettorali erano sostenute da una spina allungata e leggermente ricurva. 

## Classificazione
Traquairichthys, benché di aspetto insolito, era un rappresentante degli acantodi, un gruppo di pesci estintisi nel corso del Permiano e dalle affinità incerte. In particolare, sembra che Traquairichthys fosse una forma tarda e molto specializzata, riconducibile alla famiglia Acanthodidae (comprendente anche il ben noto Acanthodes e Westrichus) nell'ordine Acanthodiformes. 
Traquairichthys pygmaeus venne descritto per la prima volta da Antonin Fritsch, sulla base di resti fossili ritrovati in Repubblica Ceca in terreni del Carbonifero superiore - Permiano inferiore, nel 1889. Lo studioso diede a questi fossili il nome Traquairia, in onore dello zoologo e paleontologo scozzese Ramsay Traquair. Il nome Traquairia, tuttavia, era già stato utilizzato da Carruthers nel 1872 per descrivere un protozoo fossile, e quindi Whitley nel 1933 cambiò il nome dell'acantode in Traquairichthys. 

## Paleoecologia
Traquairichthys era probabilmente un nuotatore agile, forse un abitante degli anfratti sottomarini. 